# Character (Album)
Character ist das siebte Album der schwedischen Melodic-Death-Metal-Band Dark Tranquillity. Das Album wurde am 24. Januar 2005 via Century Media veröffentlicht.

## Entstehung
Während des Songwritings konzentrierte sich die Band darauf, dass die neuen Lieder technischer und komplexer ausfallen als auf dem Vorgängeralbum Damage Done. Ziel war es, vom Hörer mehr Aufmerksamkeit einzufordern. Der Fokus lag auf Aggression, so dass Sänger Mikael Stanne auf diesem Album nicht mehr mit klarem Gesang arbeitete.
Gitarre, Bass und Gesang wurden im Studio „The Room“, die Elektronik im Studio „Rogue Music“ und das Schlagzeug im Studio Fredman aufgenommen. Gemischt wurde das Album von Frederik Nordström. Das Mastering übernahm Peter In de Betou. Als Produzent fungierte die Band. Für die Lieder Lost to Apathy und The Endless Feed wurden Videoclips gedreht, bei denen Roger Johansson Regie führte und auch die Produktion übernahm.
Zwischen der Beendigung der Aufnahmen und der Veröffentlichung lag etwa ein Jahr. Das vorangegangene Studioalbum Damage Done war das letzte aus dem alten Vertrag mit Century Media. Als das Album komplett aufgenommen war, begann das Bandmanagement damit, mit verschiedenen Plattenfirmen zu verhandeln. Schließlich unterzeichnete die Band einen neuen Vertrag mit der alten Plattenfirma Century Media. Da der Veröffentlichungsplan von Century Media für den Herbst 2004 aber bereits voll war, verschob sich die Veröffentlichung auf den Januar 2005.

## Hintergrund
Der Albumtitel Character ergibt sich laut Gitarrist aus den verschiedenen Songtiteln, die unterschiedliche Handlungs- und Verhaltensweisen reflektieren. Jeder Song ist damit ein bestimmter Teil des Charakters.
Das vorab als EP veröffentlichte Lied Lost to Apathy handelt von Teilnahmslosigkeit, Resignation und dem Gefühl der Isolation in einer verwirrenden Welt.

## Versionen
Character wurde in drei verschiedenen Versionen veröffentlicht. Neben der regulären CD-Version gibt es einen Digipak, der den Videoclip für das Lied Lost to Apathy sowie vier weitere Livevideos enthält. Außerdem wurde das Album als LP veröffentlicht. Alle drei Versionen haben ein unterschiedliches Coverartwork, die alle von Niklas Sundin entworfen wurden.

## Titelliste
1. The New Build – 4:08
2. Through Smudged Lenses – 4:14
3. Out of Nothing – 3:54
4. The Endless Feed – 4:46
5. Lost to Apathy – 4:38
6. Mind Matters – 3:32
7. One Thought – 4:09
8. Dry Run – 4:09
9. Am I 1? – 4:31
10. Senses Tied – 4:05
11. My Negation – 6:29

### Digipak
Die Digipakversion hat als Bonus den Videoclip zu Lost to Apathy sowie vier weitere Livesongs, die beim Busan Rock Festival 2004 in Südkorea aufgenommen wurden.
1. Lost to Apathy (Videoclip)
2. Damage Done (live)
3. The Wonders at Your Feet (live)
4. Final Resistance (live)
5. The Treason Wall (live)

### Japan-Edition
Die japanische Version des Albums enthält zwei Bonuslieder. Beide stammen von der vorab veröffentlichten Lost-to-Apathy-EP.
1. Derivation TNB – 3:25
2. The Endless Seed (Chaos Seed-Remix) – 3:56

## Chartplatzierungen
| ChartsChartplatzierungen | Höchstplatzierung | Wochen |
| ------------------------ | ----------------- | ------ |
| Deutschland (GfK)        | 83 (1 Wo.)        | 1      |
| Schweden (GLF)           | 3 (5 Wo.)         | 5      |

## Lost-to-Apathy-EP
Bereits 2004 wurde die EP Lost to Apathy veröffentlicht. Die EP enthält neben dem Titellied drei weitere Titel, die nicht auf dem Album Character vertreten sind. Derivation TNB ist ein Lied, welches aus verschiedenen Titeln des Character-Albums kompiliert wurde. UnDo control stammt von der Live Damage-DVD. Dazu gibt es den Videoclip zum Titellied sowie einen Screensaver. Das Coverartwork wurde ebenfalls von Niklas Sundin entworfen.

### Titelliste
1. Lost to Apathy – 4:38
2. Derivation TNB – 3:25
3. The Endless Feed (Chaos Seed Remix) – 3:56
4. UnDo control (Livevideo)
5. Lost to apathy (Videoclip)